# ام غویلینه
ام غویلینه یک منطقهٔ مسکونی در قطر است که در شهرداری دوحه واقع شده‌است. ام غویلینه ۱٫۴ کیلومتر مربع مساحت و ۲۶٬۰۶۹ نفر جمعیت دارد و ۱۳ متر بالاتر از سطح دریا واقع شده‌است.